# グリヒル
グリヒルは日本のイラストレーターユニットで、Sasaki（デザイン、下絵、ペン入れ）とKawano（デザイン、彩色、ウェブページ制作）の2人からなる。

## 来歴
ともに北海道の出身で、現在はさいたま市を拠点に主にアメリカンコミックスのアーティストとして活動している。

## 作品
DCコミックスの『スーパーマン・スマッシュ・ザ・クラン』、マーベル・コミックのパワーパック（Power Pack）やファンタスティック・フォー、アバター 伝説の少年アンなどの漫画を描いている。また、セガのゲーム『ソニックワールドアドベンチャー』や3DCGショートムービー『ソニック ナイト・オブ・ザ・ウェアホッグ』の一部のキャラクターデザインも手がけている。バンダイナムコゲームスのゲーム『トレジャーリポート 機械じかけの遺産』（2011年発売）のキャラクターデザインを担当する。また、関西コメディ劇団『劇団ひこひこ』のフライヤーイラストも手掛ける。

## 賞歴
第８回　電撃メディアワークスイラスト大賞　銀賞受賞